# Isaac d'Optina le Jeune
Saint Isaac d'Optina le Jeune (Исаакий Оптинский младший, dans le monde Ivan Nikolaïevitch Bobrakov Иван Николаевич Бобраков), né en 1865 au village d'Ostrov dans le gouvernement d'Oriol et mort le 8 janvier 1938, au polygone de Tesnitskoïe (Тесницкий полигон) (oblast de Toula), est un archimandrite orthodoxe russe qui fut le dernier supérieur du monastère d'Optina avant sa fermeture et sa ruine à l'époque soviétique,,. Déclaré saint parmi les nouveaux martyrs et confesseurs russes. 

## Biographie
Ivan Bobrakov naît dans un village de l'ouïezd de Maloarkhanguelsk au sein d'une famille paysanne fortunée et extrêmement pieuse (son père devenu veuf entre au monastère et meurt comme skhimoine du monastère d'Optina). Ivan va jusqu'à l'école moyenne.

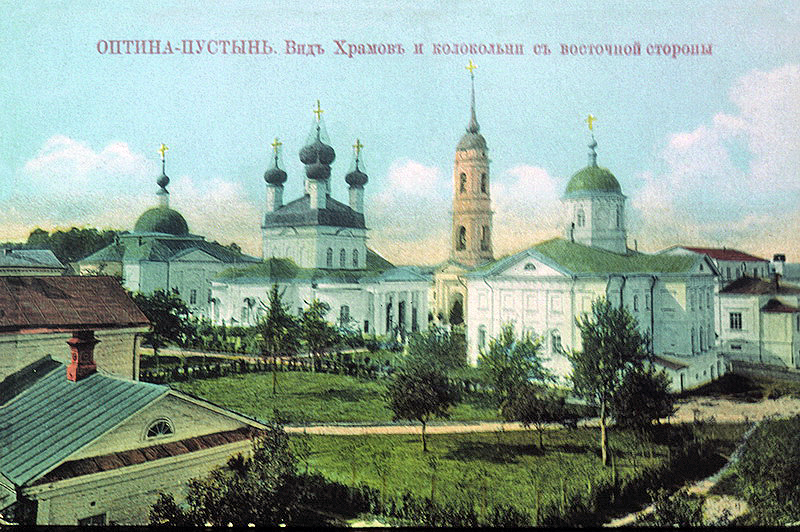
Le monastère d'Optina.

En 1884, il entre comme novice au monastère d'Optina, bénéficiant de l'enseignement du vénérable Ambroise d'Optina,.
Il est ordonné comme hiérodiacre en 1898 et hiéromoine en 1902 et porte la croix pectorale dès 1911. 
Après la mort le 12 (30) septembre 1914 du supérieur, l'archimandrite Xénophonte (Klioukine), il est élu abbé du monastère d'Optina,,, archimandrite. Il est décoré de l'ordre de Sainte-Anne de 3e classe en 1916. Il est membre de droit du Conseil local de l'Église orthodoxe russe, et participe aux 1re et 2e sessions, membre des départements VII, XI.
Au début de 1918, comme conséquence de la révolution d'Octobre, le monastère est officiellement fermé et transformé en artel agricole dont il est le directeur nominal. Les moines travaillent dans les ateliers et à l'élevage, etc. Il a enduré avec constance toutes les épreuves de la persécution, donnant l'exemple d'une vraie confession de foi. Après la dispersion définitive du monastère en 1923, il sert à l'église Saint-Georges de Kozelsk, les moines d'Optina et les moniales de Chamordino continuant à recevoir sa bénédiction. Après des menaces de mort de la part du pouvoir ou des propositions de partir, il répond : « Je ne fuirai pas ma croix »,,. En 1929, il fait quatre mois de prison. En 1930, il déménage à Beliov dans l'oblast de Toula et en 1932 il est emprisonné pendant cinq mois.
En 1937, il est accusé de « création d'un monastère souterrain dans la mouvance des 
adeptes de Tikhon, menant des activités contre-révolutionnaires systématiques » et refuse de se parjurer. Il est condamné à la peine de mort par le NKVD de l'oblast de Toula le 30 décembre 1937. Il est fusillé le 8 janvier suivant. Il est secrètement enterré avec d'autres martyrs dans les bois au kilomètre 162 de la chaussée de Simféropol,,.
Il est inscrit au nombre des saints de l'Église orthodoxe russe en l'an 2000. Sa fête est le 8 janvier.